# Escudo de la República Socialista Federativa Soviética de Rusia
El emblema estatal de la RSFS de Rusia fue adoptado el 10 de julio de 1918 por el gobierno de la República Socialista Federativa Soviética de Rusia, y modificado varias veces después. Está basado en el emblema nacional de la URSS.

## Descripción
El escudo está compuesto por los tradicionales símbolos soviéticos de la hoz y el martillo dentro de una cartela roja (sobre la que están escritas las siglas RSFSR en ruso, PCФCP), que es abrazado por dos haces de trigo (que representan la agricultura) rodeados por una cinta roja con el lema de la Unión Soviética, «¡Proletarios de todos los países, uníos!», escrito en ruso (Пролетарии всех стран, соединяйтесь!, romanizado: Proletárii vsej stran, soediniáytes!). Abajo, dentro de la cartela, aparece un sol radiante, que representa el futuro del pueblo ruso, y encima del conjunto hay una estrella roja de cinco puntas con borde dorado.

## Historia
El escudo original fue creado por el dibujante de los talleres tipográficos de la Dirección de Emblemas y Monedas. Luego fue modificado por pedido de Lenin (quitando un tercer elemento de la hoz y el martillo, que era la espada) y optimizado por el escultor N. Andréiev.
Emblemas similares fueron utilizados por las Repúblicas Autónomas Socialistas Soviéticas (RASS), dentro de la República Socialista Federativa Soviética de Rusia; las principales diferencias fueron en general el uso de las siglas de la república y la presencia del lema en los idiomas de las naciones titulares (con la excepción del emblema estatal de la República Autónoma Socialista Soviética de Daguestán, que tenía el lema escrito en once idiomas ya que no hay un solo idioma daguestaní sino varias lenguas del Daguestán). 
En 1992, la inscripción fue cambiada de RSFSR (РСФСР) a la Federación de Rusia (Российская Федерация) en relación con el cambio del nombre del estado.
El emblema estatal fue cambiado en 1993 al actual Escudo de Rusia.

## Versiones anteriores

Emblema de la República Socialista Federativa Soviética de Rusia (1918-1920)
Emblema de la República Socialista Federativa Soviética de Rusia (1920-1954)
Emblema de la República Socialista Federativa Soviética de Rusia (1954-1978)
Emblema de la República Socialista Federativa Soviética de Rusia (1978-1992)
Emblema de la Federación Rusa (1992-1993)
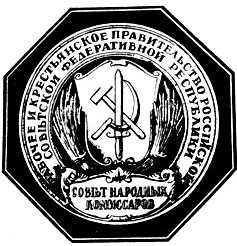
Borrador del primer escudo